# Mała Krywańska Strażnica

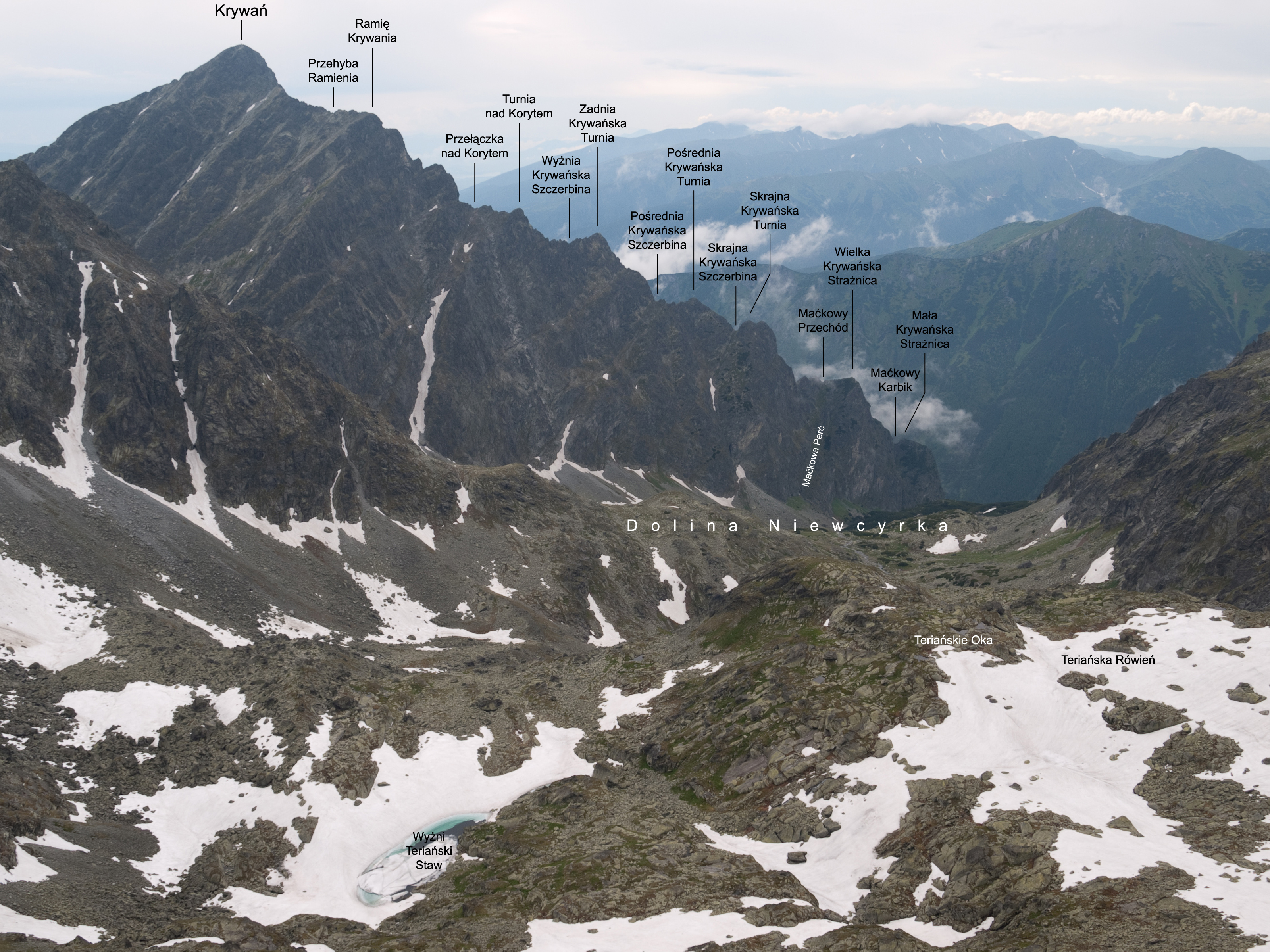
Mała Krywańska Strażnica pierwsza od prawej w Krywańskiej Grani

Mała Krywańska Strażnica (słow. Malá Krivánska strážnica, 1735 m) – pierwsza od dołu turnia w Krywańskiej Grani w słowackich Tatrach Wysokich.Od Wielkiej Krywańskiej Strażnicy na południowym wschodzie oddziela ją Maćkowy Karbik. Do doliny Niewcyrki opada z Małej Krywańskiej Strażnicy skalna ściana, mniejsza niż ściana sąsiedniej Wielkiej Krywańskiej Strażnicy, lecz stroma. Stoki od strony Koryta Krywańskiego są łagodniej nachylone, jednak uciążliwe do przejścia. Stoki opadające bezpośrednio do Doliny Koprowej są poprzecinane niewielkimi żlebami. U podnóża Małej Krywańskiej Strażnicy, w pobliżu górnej granicy lasu, przebiega Niedźwiedzia Perć, rozpoczynająca się na Niewcyrskiej Polance.
Pierwsi zdobywcy Małej Krywańskiej Strażnicy nie są znani. W prawej części ściany opadającej do Niewcyrki Miroslav Mžourek i Jiří Pechouš wytyczyli 10 marca 1972 drogę wspinaczkową o trudnościach IV z jednym miejscem V+, czas przejścia 6 godzin.
Współcześnie wspinaczka w całym masywie Krywania jest zabroniona. 